# Cyclosa mohini
Cyclosa mohini là một loài nhện trong họ Araneidae.
Loài này thuộc chi Cyclosa. Cyclosa mohini được miêu tả năm 1935 bởi Dyal.